# Plískavice tmavá
Plískavice tmavá (Lagenorhynchus obscurus) je malý kytovec žijící v pobřežních vodách jižní polokoule. Vyskytuje se v kapsovitých populacích, větší populace se nachází kolem Jižní Ameriky, na jihozápadě Afriky, na Novém Zélandu a kolem některých ostrovů Indického a Atlantského oceánu jako jsou Nový Amsterdam nebo Tristan da Cunha. Plískavice tmavá se vyznačuje vysoce akrobatickým chováním jako jsou různé přemety a salta, které předvádí nad hladinou.

## Systematika
Druh poprvé popsal John Edward Gray v roce 1828 jako Delphinus obscurus. Gray svůj popis založil na lebce a kůži dospělce a juvenilního jedince dovezených z Mysu Dobré naděje do Britského muzea. William Henry Flower (1885) druh přeřadil do rodu Prodelphinus a americký přírodovědec Frederick W. True (1889) do rodu Lagenorhynchus, do kterého jej prozatím řadí i moderní taxonomie. Studie zkoumající cytochrom b rodu Lagenorhynchus nicméně ukázala, že se nejedná o monofyletickou skupinu. V roce 2019 bylo proto navrženo, aby plískavice tmavá spolu s některými příbuznými druhy byla přeřazena do rodu Sagmatias. U plískavice tmavé se rozlišují následující 3 poddruhy:
- L. o. fitzroyi (Waterhouse, 1838);
- L. o. obscurus (Gray, 1828);
- L. o. posidonia (Philippi, 1893).

Čtvrtý poddruh může reprezentovat novozélandská populace. Nejbližším příbuzným plíkavice tmavé je plískavice plochočelá (Lagenorhynchus obliquidens) ze severního Pacifiku. Oba druhy se od sebe vydělily asi před 1,9–3 miliony lety.
Plískavice tmavá se patrně může křížit s některými jinými druhy delfínovitých jako je delfín obecný (Delphinus delphis) nebo delfínec Peronův (Lissodelphis peronii). Vědecké druhové jméno obscurus v latině znamená „tmavý“ a odkazuje k tmavým bokům a hřbetu.

## Areál rozšíření a populace
Plískavice tmavá má široké, avšak značně kapsovité rozšíření napříč vodami mírného pásu jižní polokoule. Podle Carwardine a kol. (2020) lze rozlišit 7 geografických populací:
- Nový Zéland včetně Campbellových a Chathamských ostrovů.
- Střední oblasti a jižní oblasti Jižní Ameriky – na západní straně Jižní Ameriky to je od 8° j. š. (severní Peru) po Mys Horn, na východě Jižní Ameriky to je od 36° j. š. na po Mys Horn. Tato populace obývá i Falklandy.
- Jihozápadní Afrika od False Bay v Jihoafrické republice po Lobito Bay v Angole.
- Nový Amsterdam a ostrov Svatého Pavla.
- Ostrovy Prince Edvarda, Marion a Crozetovy ostrovy.
- Tristan da Cunha a Goughův ostrov.
- Jižní Austrálie včetně Tasmánie.

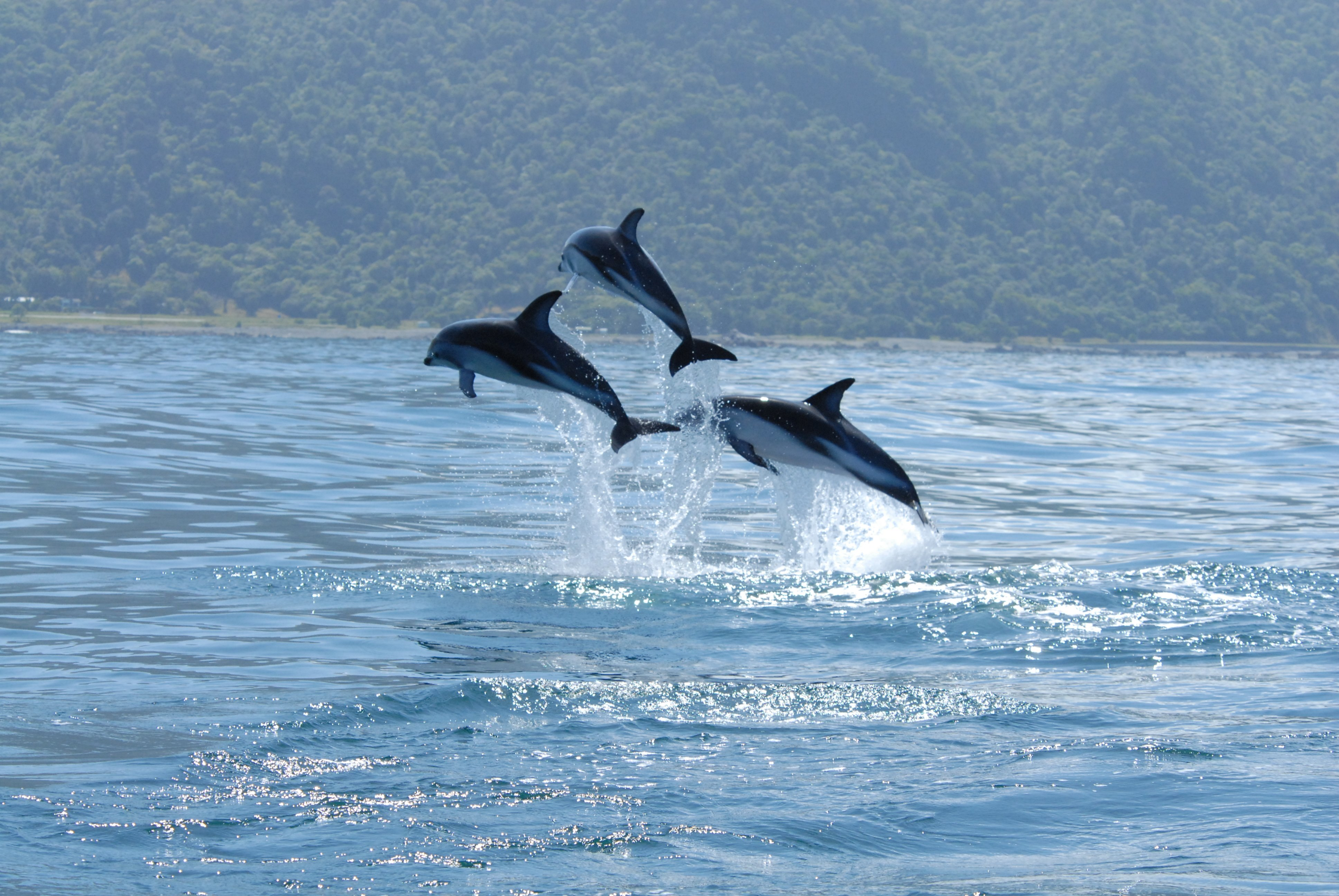
Trojice plískavich tmavých při výskoku nad hladinou (Nový Zéland)

Výše zmíněné populace je však potřeba brát s rezervou, protože hlavně u ostrovních populací Atlantského a Indického oceánu není zcela zřejmé, zda se jedná o samostatné populace či jsou zdejší stáda plískavic utvářena jinými pevninskými populacemi. Podobně u australsko-tasmanské populace není jasné, zda se jen nejedná jen o návštěvníky z Nového Zélandu. Stanoviště druhu tvoří vody kontinentálních šelfů a jejich zlomů (kde kontinentální šel přechází do svahu) od pobřežních oblastí do více než 100 km od břehu. Plískavice tmavý se typicky vyskytuje ve vodách do 500 m, avšak může obývat i vody přesahující 2000 m. Většinou obývá vody mezi 10–18 °C.
Celková populace není známá, avšak v místech svého výskytu může být celkem běžná. Africká populace má přes 10 000 dospělců, novozélandskou populaci tvoří snad kolem 13 000 dospělých jedinců. U argentinského pobřeží se nachází nejméně 20 000 jedinců.

## Popis

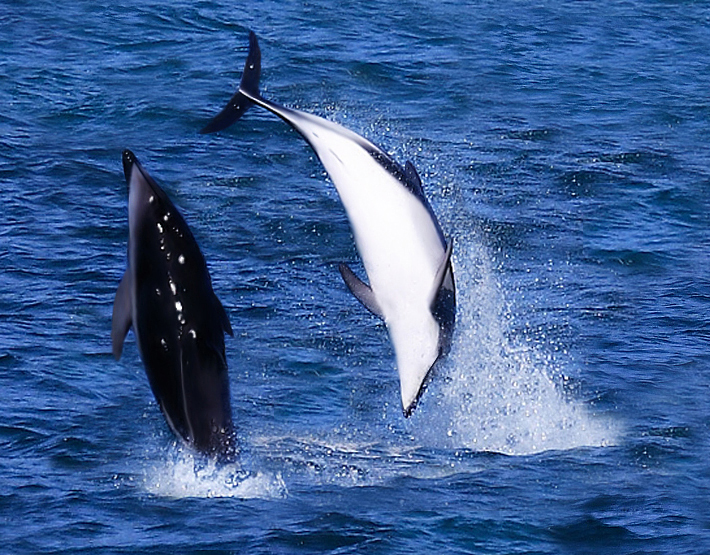
Dvojice plískavic tmavých u břehů jižní Afriky

Dospělec váží kolem 69–85 kg a dosahuje délky 1,8–2,1 m. Novorozeně váží asi 10 kg a měří 80–92 cm. S těmito rozměry se jedná o poměrně malého, i když robustně působícího delfína. Tmavý zobák je jen krátký, avšak evidentně z těla vyčnělý. Hřbetní ploutev je vysoká, srpovitá s poměrně ostrým koncem. Prsní ploutve jsou středně zakřivené s tupými konci. Komplexní zbarvení těla je na principech protistínu, kdy spodní část těla je většinou světle šedá až bílá a horní strana těla je tmavě šedá až modročerná. Světlá zasahuje až na tváře a dalece za oči po strany hlavy. U zadní části těla jsou boky tmavé a vine se přes ně podélná bílá skvrna, která zasahuje od báze ocasu ke hřbetní ploutvi, kde se rozdvojuje; horní konec bývá více či méně delší než spodní. Oblast kolem očí je tmavě šedá. Hřbetní ploutev má tmavou náběžnou hranu, avšak směrem dozadu světlá. Prsní ploutve jsou světle šedé, směrem k zadní (odtokové) hraně tmavnou. Jak spodní, tak horní čelist ukrývá 52–78 zubů.

## Biologie

### Sociální život a potrava

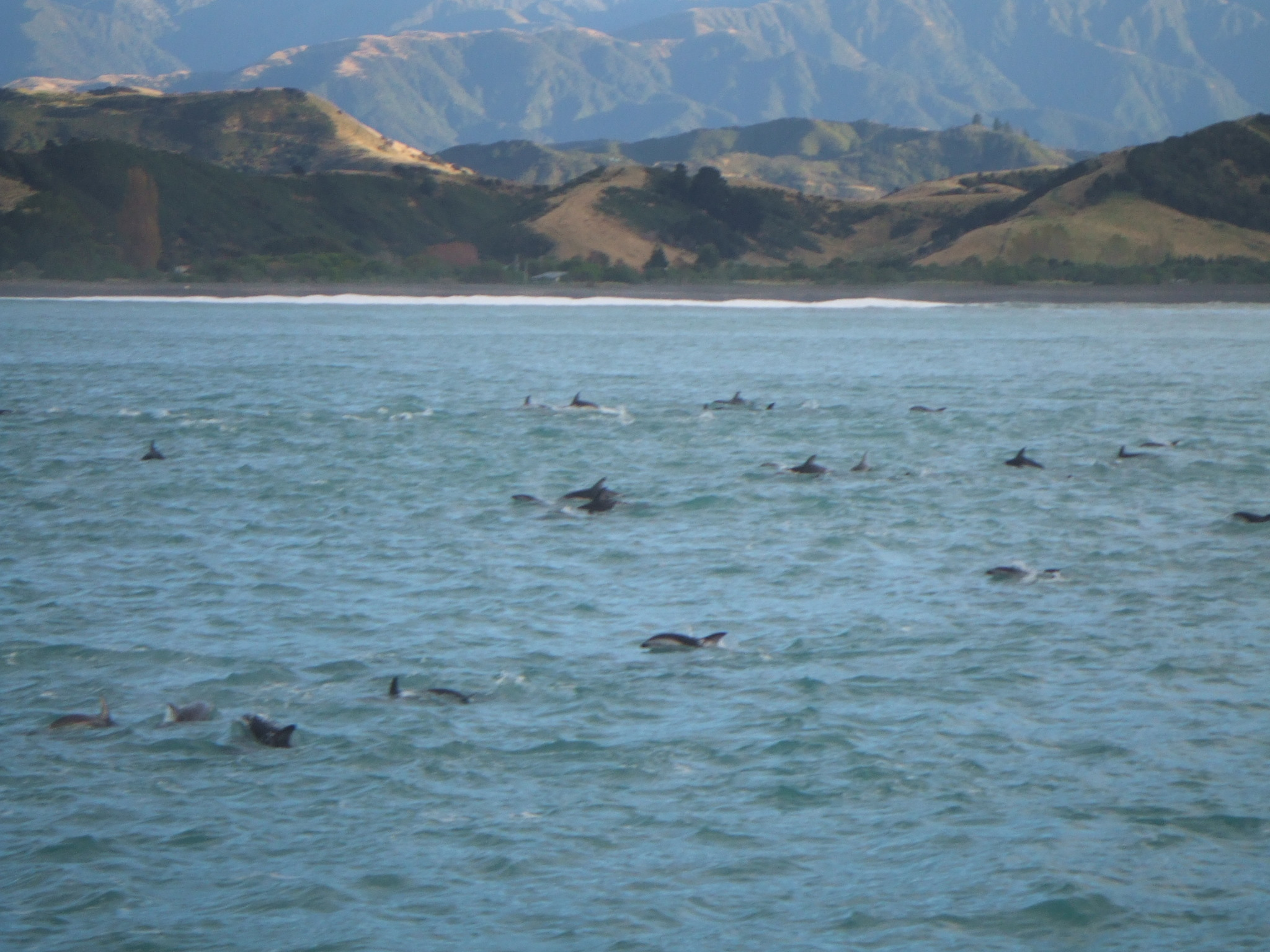
Velké stádo plískavic tmavých u Kaikoury

Jedná se o vysoce sociálního tvora, který se typicky vyskytuje ve skupinách o 50–250, někdy i více než 1000 jedincích. V takto početných stádech se s oblibou společně krmí na hejnových rybách, které společně loví. Společný lov pomáhají koordinovat výskoky z vody. K výskoků může docházet velmi často a byl pozorován jedinec, který skočil 36× za sebou. Jedná se vůbec o jedny z nejakrobatičtějších kytovců, kteří při častých výskocích nad vodou mohou s tělem provádět různé kousky jako salta, výkruty, přemety aj. Nezřídka se vozí ve vlnách, často za loďmi. Skupiny plískavic tmavých bývají spojovány s jinými druhy kytovců, jako jsou kulohlavci, delfíni obecní nebo delfínci Peronoci.
Živí se převážně menšími hejnovými rybami, k nimž patří ančovičky, sardinky, lampovníci a vranky. Vedle ryb nepohrdne ani všemožnými druhy hlavonožců; např. u argentinských břehů to jsou olihně rodu Loligo. Typicky se krmí ve dne, avšak např. v oblasti hlubokého oceánského kaňonu u novozélandské Kaikoury se může krmit i v noci. Noční krmení zde bylo dáváno do souvislosti s tzv. vrstvou hlubokého rozptylu, čili pomyslnou vrstvou hluboko pod vodou, která je tvořena rapidně zvýšenou přítomností mořských živočichů.

### Predátoři

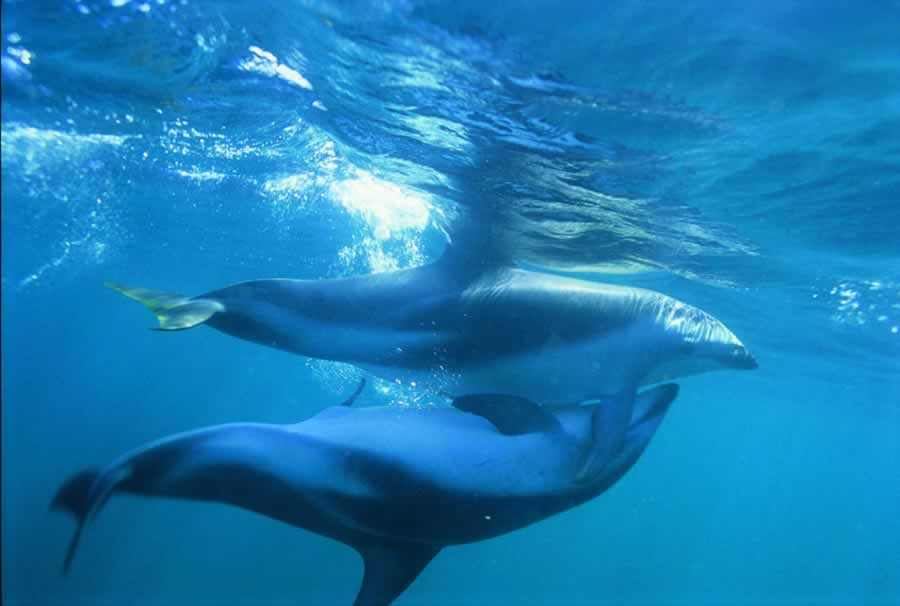
Dvojice při kopulaci

V některých oblastech jako je Nový Zéland a Argentina patří k nejčastějším predátorům plískavice tmavé kosatky dravé. Plískavce tmavé se proti útoku kosatek brání úprkem do mělkých vod. K dalším predátorům patří velké druhy žraloku, jako je žralok bílý, širokonosý nebo mako.

### Rozmnožování
Plískavice tmavé jsou patrně promiskuitní, tzn. samec i samice se páří s více partnery. Na Novém Zélandu a v Peru dochází k vrhům nejčastěji koncem zimy (srpen až říjen), nicméně v menší míře může k rozmnožování docházet celoročně. Doba březosti trvá kolem 13 měsíců, samice rodí jen jedno mládě. Doba laktace se pohybuje kolem 12 měsíců. Varlata samců dosahují největší velikosti v září a srpnu a mohou vážit až 5120 g, což představuje vzhledem k váze těla jedny z poměrově nejtěžších varlat mezi všemi savci. K zabřeznutí dochází jen jednou za 2–3 roky. Samice dosahují pohlavní dospělosti ve věku 4–6 let, samci ve věku 4–5 let.

## Ohrožení

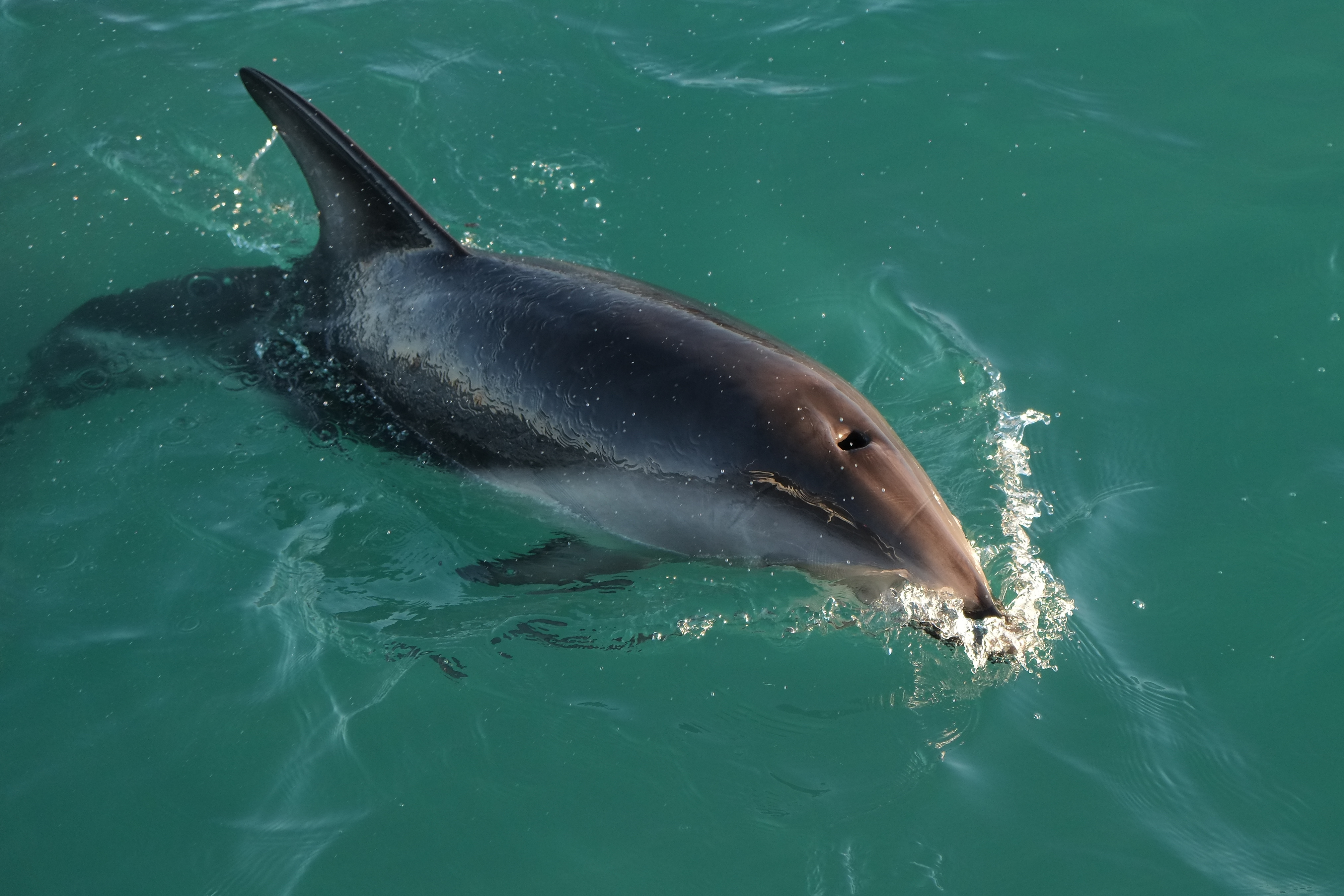
Plískavice tmavá u hladiny s patrným výdechovým otvorem

Mezinárodní svaz ochrany přírody považuje plískavici tmavou za málo dotčený druh. Plískavice tmavá nicméně čelí hned několika typům ohrožením, k tomu nejvýznamnějšímu patří interakce s rybářským náčiním jako jsou různé typy sítí (mj. tenatové sítě), do kterých se plískavice mohou snadno zamotat a utonout. Na jihozápadě Jižní Ameriky docházelo v 80. a 90. letech 20. století k účelovému lovu plískavic tmavých. Rybáři z perského přístavu Cerro Azul v 90. letech 20. století odchytili 15–20 tisíc delfínovitých ročně, ž čehož asi 78 % byly právě plískavice tmavé. V podobných počtech místní lov pravděpodobně pokračuje dodnes. Maso plískavic se využívá jako návnada pro lov ryb i v místní kuchyni. V jiných oblastech (Nový Zéland, jižní Afrika, zbytek Jižní Ameriky) představuje hlavní typ ohrožení zamotání do rybářských sítí.

## Vztah k lidem
Jedná se o oblíbený druh společností organizující pozorování kytovců. V Patagonii mezi lety 1997–2000 počet pozorovatelů plískavic tmavých vzrostl z 1393 na 1840. Pozorování plískavic tmavých v této oblasti vzniklo jako alternativa k pozorování velryb jižních. Pozorování plískavic tmavých je populární i na Novém Zélandu, kde ke zvláště oblíbeným místům k organizovanému pozorování patří Kaikoura na východě Jižního ostrova. V mořských akváriích se plískavice tmavé objevily pouze výjimečně, jelikož se jen špatně adaptují na pobyt v zajetí. K pokusům o chov došlo v Jihoafrické republice, Austrálii a na Novém Zélandu.